# آیشکوگل
آیشکوگل (به آلمانی: Eichkögl) یک منطقهٔ مسکونی در اتریش است که در زودوست‌اشتایرمارک واقع شده‌است. آیشکوگل ۱۴٫۸۹ کیلومتر مربع مساحت دارد ۴۲۹ متر بالاتر از سطح دریا واقع شده‌است.